# Doyle's Delight
Doyle's Delight est le point culminant du Belize avec 1 124 mètres d'altitude. Il est situé dans les monts Maya. 